# Siphonophora trifini
Siphonophora trifini är en mångfotingart som beskrevs av Kraus 1954. Siphonophora trifini ingår i släktet Siphonophora och familjen Siphonophoridae. Inga underarter finns listade i Catalogue of Life.